# Marian Zembala
Marian Zembala, né le 11 février 1950 à Krzepice et mort le 19 mars 2022 à Tarnowskie Góry, est un médecin et un homme politique polonais proche de la Plate-forme civique (PO). Il est ministre de la Santé de juin à novembre 2015.

## Biographie

### Parcours politique
Lors des élections régionales du 16 novembre 2014, il est élu député à la diétine de Silésie sous les couleurs de la PO avec 27 275 votes préférentiels, le meilleur résultat de la voïvodie.
Le 15 juin 2015, Marian Zembala est nommé ministre de la Santé dans le gouvernement de la libérale Ewa Kopacz, à l'occasion d'un remaniement ministériel.
Pour les élections législatives du 25 octobre 2015, il postule dans la circonscription de Katowice. Il remporte un mandat à la Diète et totalise alors 53 610 suffrages de préférence, ce qui en fait le candidat le mieux élu de la circonscription et de la voïvodie. Du fait d'un changement de majorité, il quitte son ministère le 16 novembre suivant.
Le 19 mars 2022, il meurt et son corps est retrouvé dans une piscine à Tarnowskie Góry en Pologne.